# Marc Dechavanne
Pour les articles homonymes, voir Dechavanne.
Marc, Michel Dechavanne, né le 26 décembre 1939, est un professeur des universités spécialisé en médecine nucléaire appliquée à l'hématologie.
Il a occupé le poste de président de l'université Claude Bernard Lyon 1 entre 1997 et 2001.
Il est président du Comité de Coordination des Études Médicales des Hôpitaux de Lyon.
Il est par ailleurs nommé au conseil d'administration de l'École normale supérieure de Lyon en novembre 2000, et a aussi été président du pôle universitaire lyonnais.
En 1999-2002, il est le coordinateur du projet de développement d'un Réseau européen d'Infections Nosocomiales pour l'harmonisation d'une politique de surveillance, puis pour de nouvelles initiatives visant à réduire l'incidence des infections en milieu hospitalier.
En 1999, il est fait docteur honoris causa de l'université de médecine de Łódź en Pologne.
Il est fait chevalier de l'ordre national du Mérite en 2002.

## Sources